# RayStorm
RayStorm (ﾚｲｽﾄｰﾑ) est un jeu vidéo de type shoot 'em up développé et édité par Taito sur borne d'arcade en 1996. Il est porté sur PlayStation fin 96 / début 97, et sur Saturn en octobre 1997 sous le titre Layer Section II uniquement au Japon.

## Équipe de développement
- Direction : Yukio Abe et Tatsuo Nakamura
- Composition musicale : Tamayo Kawamoto et Masahiko Takaki du groupe Zuntata
- Effets sonores : Munehiro Nakanishi

## Autres médias
Un modèle réduit du vaisseau "R-Gray" a été réalisé en 2011 par l'éditeur japonais Kotobukiya.

## Rééditions
- 1996 - PlayStation ;
- 1997 - Saturn sous le titre Layer Section II uniquement au Japon ;
- 2005 - PlayStation 2 dans la compilation Taito Memories Gekan uniquement au Japon ;
- 2006 - PlayStation 2 dans la compilation Taito Legends 2 dans le reste du monde.

## Série
1. Gunlock ou RayForce (1993, borne d'arcade, Saturn)
2. RayStorm (1996, borne d'arcade, PlayStation, Saturn)
3. RayCrisis (1998, borne d'arcade, PlayStation)